# Batlow
Batlow is een plaats in de Australische deelstaat New South Wales en telt 1369 inwoners (2006).